# Anselme (évêque de Varmie)
 (novembre 2024).
Pour les articles homonymes, voir Anselme.
Anselme (en allemand Anselm von Meißen, en polonais Anzelm) est un évêque de Ermeland (Varmie) décédé à Elbing (Elbląg) en 1278. 

## Biographie
Appartenant à l’Ordre Teutonique, Anselme devient le premier évêque de Varmie en 1250. En 1248, Heinrich von Strittberg avait refusé cette fonction. Anselme est sacré évêque le 28 août 1250 à Valenciennes. Il œuvre à organiser son diocèse, à tracer ses frontières ainsi que celles des propriétés de l’évêché. Il entame la construction d’une cathédrale et d’une résidence pour les évêques à Braunsberg (Braniewo). En 1260, il fonde le Chapitre cathédral et la première paroisse du nouveau diocèse. 
Parallèlement, son activité missionnaire est très intense. 
En 1262, le pape Urbain IV le nomme légat pour la Bohême, la Moravie et les archevêchés de Riga, Gniezno et Salzbourg. Cette nouvelle responsabilité l’oblige à beaucoup voyager.
À la suite des attaques des Prussiens, il se réfugie à Elbing (Elbląg) où il passe les dernières années de sa vie.     